# Архитектурная инженерия

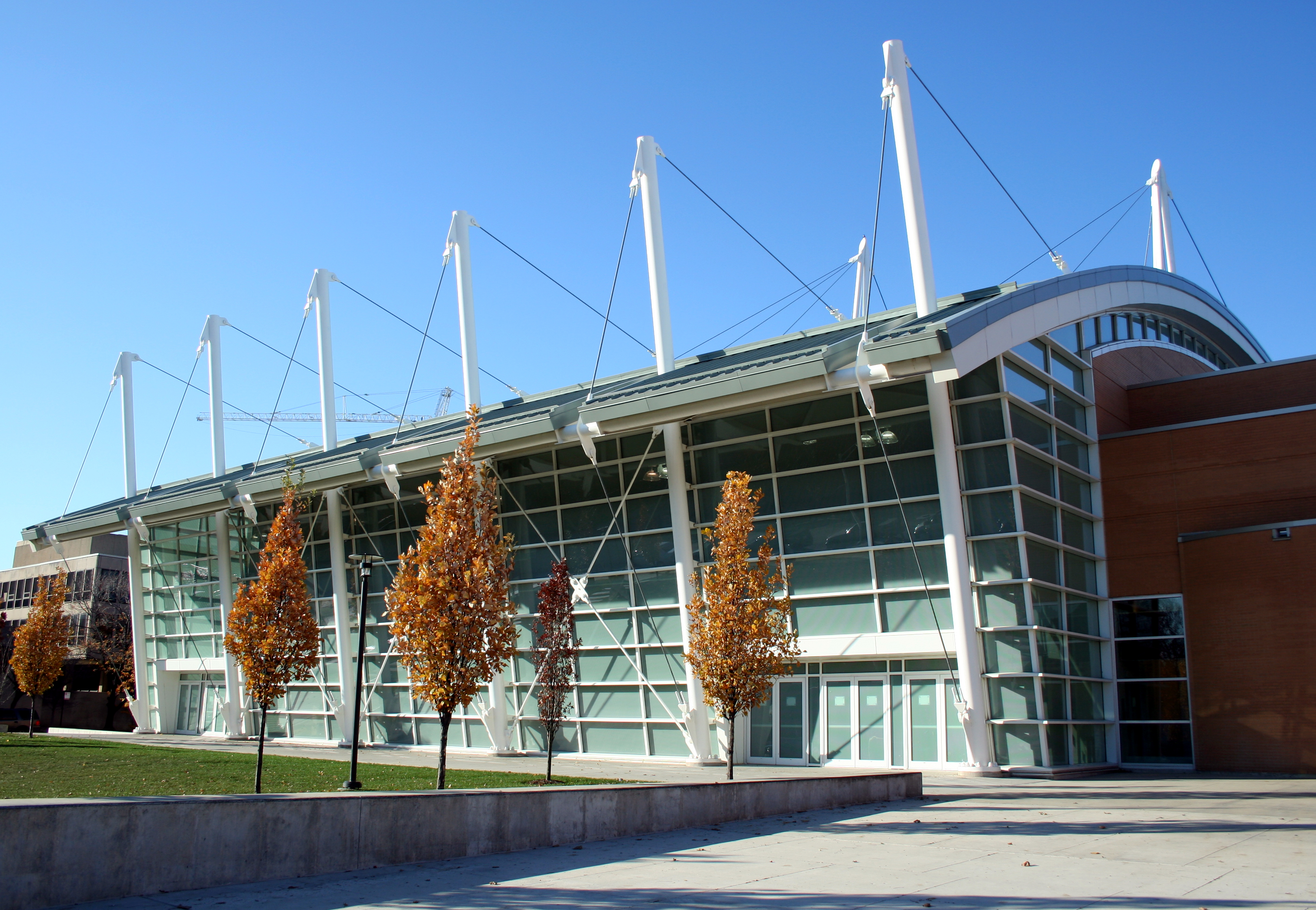
Спортивный центр им. Джеральда Ратнера Чикагского университета

Архитекту́рная инжене́рия (англ. architectural engineering) — инженерная дисциплина, занимающаяся технологическими аспектами зданий. Соответствующая инженерная специальность называется инженер-архитектор или инженер-строитель.
Архитектурная инженерия занимается структурным анализом здания (будь то уже построенного, строящегося или проекта), включая фундамент. При этом она анализирует его конструкцию и свойства используемых при строительстве материалов, включая их поведение при различных погодных условиях. В предметную область архитектурной инженерии входят также система отопления, система вентиляции, система кондиционирования и другие электронные системы, например, водопровод и система обеспечения пожарной безопасности, а также координация работы всех этих систем.
При проектировании и возведении здания инженеры-архитекторы работают в тесном взаимодействии с архитекторами (сосредоточенными на эстетике здания и его функциональности), отвечая за техническую сторону проекта и устраняя возникающие технические проблемы. Также они сотрудничают с инженерами других специальностей.